# رضوان فايد
رضوان فايد (ولد في 10 مايو 1972 ، كريل - فرنسا )، مجرم فرنسي ذو أصول جزائرية، ويعد فايد من أشهر المجرمين في فرنسا وقد هرب عدة مرات من السجن آخرها في 1 يوليو 2018، عندما تمكن من الهروب بواسطة طائرة هليكوبتر هبطت على أرض السجن. وتمكنت الشرطة الفرنسية من اعتقال فايد في 3 أكتوبر 2018 بعد 3 شهور من هروبه. كان فايد أكثر مجرم مطلوب في فرنسا سنة 2013.